# Grigore Marcu
Grigore Marcu (n. 20 ianuarie 1948) este un deputat român în legislatura 1992-1996, ales în județul Vaslui pe listele partidului PDSR. Grigore Marcu a fost validat ca deputat pe data de 30 iunie 2004, când l-a înlocuit pe deputatul Vasile Mihalachi.